# 呼图壁种牛场
呼图壁种牛场，是位于中华人民共和国新疆维吾尔自治区昌吉回族自治州呼图壁县境内，隶属于新疆维吾尔自治区畜牧兽医局的直属企业。所在区域列为呼图壁县的一个类似乡级单位。
呼图壁种牛场的全资子公司——西域春乳业公司，是新疆最大的乳制品加工企业，生产“西域春”牌系列乳制品。

## 行政区划
呼图壁种牛场下辖以下地区：
种牛场虚拟生活区。